# サバイバルファミリー
『サバイバルファミリー』は、2017年2月11日公開の日本の映画作品。ある日突然訪れた原因不明の電気消滅により廃墟寸前となった東京を脱出した一家のサバイバルコメディ。脚本、監督は矢口史靖。主演は小日向文世。第1回マカオ国際映画祭・コンペティション部門出品作品。
全国268スクリーンで公開され、2017年2月11日、12日の初日2日間で興収1億6,534万9,100円、動員12万9,886人となり映画観客動員ランキング（興行通信社調べ）で初登場第2位となった。

## 概要
2002年から構想を温め、2003年に起きた北アメリカ大停電にヒントを得て作られた。
また鈴木家の子供である賢司役の泉澤祐希と結衣役の葵わかなはオーディションによって選ばれた。

## ストーリー
ある日、突然日本全国の電力供給が止まり、それに伴いガスや水道といったライフラインも全て停止してしまう。
それらに留まらず、自動車やパソコン、携帯電話や時計といった生活必需品までも使用不可能となり、あらゆる情報網が遮断され、人々は自給自足の生活を強いられる。
通貨や紙幣、ブランド物は無用の長物となり、人々は施しや物々交換で日々の生活を凌ぐ。
東京都内に住む鈴木一家は数日で生活に困窮することとなり、「西日本へ行けば電力網が活きている」という噂を頼りに光恵の実家である鹿児島へ向かう事になるが、
飛行機などの交通機関も使えないため、止むなく自転車での長距離移動を決める。
鈴木一家は高速道路を自転車で西へ進み、サバイバル生活の中で様々な人々と出会いながら、鹿児島を目指す。

## キャスト
鈴木 義之
演 - 小日向文世
会社員。原因不明の停電に困り果て一家で東京を脱出することを決断する。性根は家族想いだが、年頃の子供達と仕事へのストレスのせいか自己中心的な言動が多い。
　外出の際は鬘を被っている。
鈴木 光恵
演 - 深津絵里
義之の妻。ごく普通の専業主婦。魚を捌くことができない。マイペースで天然気味だが、交渉上手な一面もある。
鈴木 賢司
演 - 泉澤祐希
義之・光恵の息子。大学2年生。いつも音楽を聴いており、家庭や両親のことには無関心。大学へは自転車で通学している。
パソコンや工学系の知識に多少精通しており、道中ではパンクした自転車の修理などを都度行なっている。
学友の中村里美に片思いしている。
鈴木 結衣
演 - 葵わかな
義之・光恵の娘。高校1年生。スマートフォン依存症で片時も手放せないが、友人とのメッセージのやり取りに疲れを感じている。
典型的な都会っ子で、ただでさえ遠方の鹿児島の田舎へ自転車で行くのを必死に拒んでいたが、嫌々ながら家族に同行する。　
　小言が多くイラつきやすい父親を毛嫌いしている。
斎藤 敏夫
演 - 時任三郎
鈴木家が高速道路を西進中、浜松市近辺で遭遇した、アウトドア生活に精通した一家の父。
斎藤 静子
演 - 藤原紀香
敏夫の妻。美魔女。鈴木家に食べられる野草の知識を伝授する。
斎藤 涼介
演 - 大野拓朗
敏夫・静子の長男。
斎藤 翔平
演 - 志尊淳
敏夫・静子の次男。機械式フィルムカメラを所持しており、偶然出会った鈴木一家の写真を撮影し、いつか結衣に送る約束をした。
古田 富子
演 - 渡辺えり
鈴木家が道中で通りかかった米屋の店主。物々交換で米と食料や水を取引する。義之には酒と引き換えに店先に放置されていた自転車を譲渡する。
高橋 亮三
演 - 宅麻伸
義之の同僚で元同級生。ライフライン停止後、義之に先んじて家族と共に東京を離れた。
佐々木 重臣
演 - 柄本明
光恵の父。鹿児島の吹上浜付近に在住。近所の海で魚を釣ったり、家庭菜園で野菜を栽培するのを趣味としており、たびたび鈴木家にも野菜や魚を送っていた。
田中 善一
演 - 大地康雄
岡山在住の養豚農家で、独り暮らし。既に自給自足の生活に順応しており、飢え死に寸前の鈴木一家に食事と寝床を与える代わりに、逃げ出した豚の捕獲の手伝いを依頼する。
鈴木家が再出発する際には大量の自作の保存食を分け与えた。
中村 里美
演 - 松浦雅
賢司が想いを寄せる、同じ大学の学生。賢司とは友人関係だが特に特別な感情はなく、彼氏がいる。
ライフラインの全停止後、家族と彼氏の男と共に自宅を離れ、その後の行先などは不明。
その他キャスト
- 春日由実
- 小穴浩司
- 菅原大吉
- 徳井優
- 桂雀々
- 森下能幸
- 田中要次
- 有福正志
- 左時枝
- ミッキー・カーチス
- 本田葵
- 宮坂ひろし
- 富田健太郎
- 山形匠
- 山中敦史
- 川籠石駿平
- 川島潤哉

## スタッフ
- 原案・脚本・監督 : 矢口史靖
- 主題歌 : 「Hard Times Come Again No More」
  - 歌 : SHANTI
  - 編曲・プロデュース : ミッキー吉野
- 音楽 : 野村卓史
- ストリングスアレンジ：足本憲治
- 脚本協力 : 矢口純子
- 撮影 : 葛西誉仁
- 音響効果 : 岡瀬晶彦
- 編集 : 宮島竜治
- VFXスーパーバイザー : 石井教雄
- スタントコーディネーター : 辻井啓伺、出口正義、森崎えいじ
- 特殊メイク : 中田彰輝
- 操演 : 上田健一
- スタジオ : 日活撮影所
- ラボ : IMAGICA
- 企画協力 : ファザーズコーポレーション
- 企画 : 臼井裕詞、上田太地、小島伸夫、小形雄二
- プロデューサー : 小川英洋、土本貴生、堀川慎太郎
- 製作 : フジテレビジョン、東宝、電通、アルタミラピクチャーズ
- 企画・製作プロダクション : アルタミラピクチャーズ
- 配給 : 東宝

## ロケ地
セットやCGを一切使わないオールロケーション撮影が行われ、その撮影地は仙台市や山口県を中心に大阪、神戸、静岡、千葉、横浜、羽田空港など国内各地に及び、ロケ隊の総移動距離は約1万キロを突破した。
仙台では鈴木一家が暮らす東京郊外の設定で太白区の市営住宅や仙台南環状線（鉤取寺前）、青葉区の東北学院大学土樋キャンパス、若林区の卸町通などでロケが行われ、山口では重要なシーンの一つである「車のない高速道路を自転車で走行する」シーン撮影のため、山口県警察協力の下で山口宇部道路及び宇部湾岸道路を一時封鎖して撮影が行われたほか、県内各地で撮影が行われている。作中で登場する蒸気機関車にはSLやまぐち号を用いた。
また、その他にも須磨水族館や、通天閣、天竜川においても撮影が行われた。

## Blu-ray/DVD
2017年9月20日発売。発売元はフジテレビジョン、販売元はポニーキャニオン。
スペシャル・エディション（Blu-ray版のみ、2枚組） 
- 外装・封入特典
  - スリーブケース、ブックレット
- 本編Blu-ray
  - 本編映像 ＋ 特典映像（予告、CM集）
- 特典Blu-ray
  - 矢口史靖監督のサバイバルのススメ
  - サイドストーリー「サバイバルボーイ」「サバイバルガール」
  - 矢口史靖監督の映画の常識・それほんと？
  - アーバンサバイバル・ブラヤグチ
  - イベント集（完成披露、初日舞台挨拶、マカオ映画祭 など）

スタンダード・エディション（Blu-ray版/DVD、各1枚組）
- Blu-ray
  - 本編映像 ＋ 特典映像（予告、CM集）
- DVD
  - 本編映像 ＋ 特典映像（予告、CM集）

## 書籍
『小説「サバイバルファミリー」』
著者 : 矢口史靖
出版元 : 集英社 ISBN 978-4087754322
『映画公式ガイド「サバイバルファミリー」の歩き方』
著者 : 矢口史靖、「サバイバルファミリー」研究会
出版元 : 誠文堂新光社 ISBN 978-4416517789
『サバイバルファミリー』完全絵コンテ集
著者 : 矢口史靖
出版元 : 誠文堂新光社
『映画監督はサービス業です。ー矢口史靖のヘンテコ映画術―』
著者：矢口史靖
出版元：DU BOOKS、2019年9月、 ISBN 978-4866471006

## サイドストーリー
映画公開に合わせたオリジナル企画として、息子役の泉澤祐希主演「サバイバルボーイ」と娘役の葵わかな主演「サバイバルガール」の2本のサイドストーリーが制作され、2017年2月15日に日本映画専門チャンネルにおいて放送された。サバイバルファミリーBlu-rayスペシャル・エディションに収録。
- サバイバルボーイ
  - 脚本・監督 : 矢口史靖
  - 出演 : 泉澤祐希
- サバイバルガール
  - 脚本・ 監督 : 片島章三
  - 出演 : 葵わかな